# Karnsophis siantaris
Karnsophis siantaris (суматранська короткохвоста змія) — вид змій родини гомалопсових (Homalopsidae). Ендемік Індонезії. Це єдиний представник монотипового роду Karnsophis. Умовно отруйна змія (реальної небезпеки для людини не становить). 

## Поширення і екологія
Суматранські короткохвості змії відомі за типовим зразком, зібраним в околицях Пематангсіантара на Суматрі у 1937 році.